# Mist in the Valley
Mist in the Valley è un film muto del 1923 diretto da Cecil Hepworth.

## Trama
Una ex-suora sposa un uomo che ha perso la memoria ed è accusata di aver ucciso lo zio che aveva preso il posto di suo padre.

## Produzione
Il film fu prodotto dalla Hepworth, la casa di produzione cinematografica fondata da Cecil Hepworth e dal cugino Monty Wicks.

## Distribuzione
Distribuito dalla Hepworth, il film uscì nelle sale cinematografiche britanniche nel febbraio 1923.
Si pensa che sia andato distrutto nel 1924 insieme a gran parte degli altri film della Hepworth. Il produttore, in gravissime difficoltà finanziarie, pensò in questo modo di poter almeno recuperare l'argento dal nitrato delle pellicole.